# レイリーン

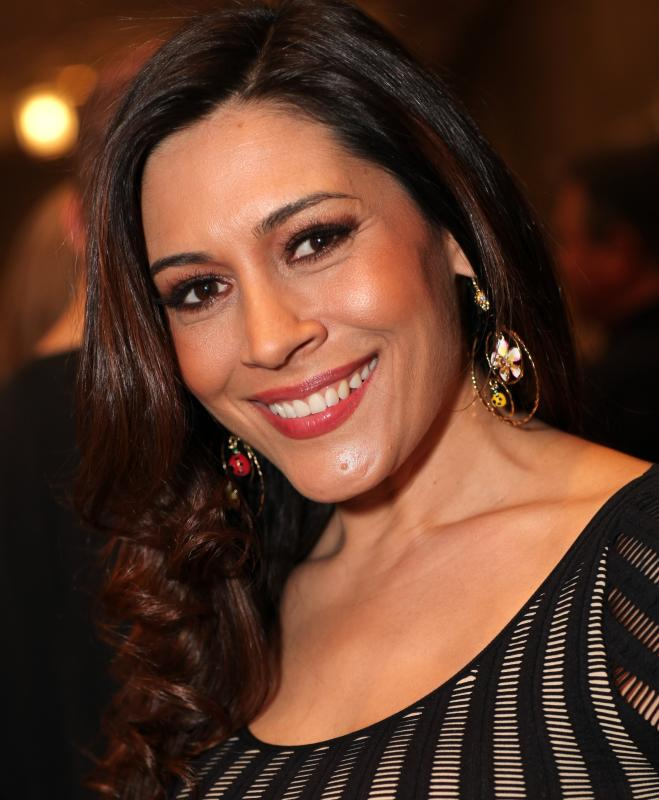
レイリーン

レイリーン（Raylene, 1977年2月12日 - ）は、アメリカ合衆国出身のポルノ女優。ニュージャージー州出身。アレクシス・フォンテーン名義で1997年にポルノデビューした後、改名し大作から安直な作品まで幅広く出演している。

## 私生活
レイリーンは、ヴィヴィッド・エンターテインメントの共同会長であるSteven Hirschの弟のBrad Hirschと短い間ながら結婚していた。

## 受賞歴
- AVN殿堂（2008年）